# Suragina
Suragina (лат.) — род двукрылых семейства Athericidae.

## Внешнее строение
Крупные мухи тёмного цвета с красновато-коричневым или сероватым перевязями на брюшке. Глаза у самцов сближены или соприкасаются, у самок широко расставлены. Лоб с множеством прямостоячими удлиненными тёмных щетинок, у самок лоб с хорошо заметной продольной бороздкой. Первый и второй членики усиков шаровидные. Ариста субапикальная. Боковые склериты переднегруди (проэпимерон), в отличие от представителей рода Atrichops, без вентрально направленного отростка. Средние и задние бёдра с двумя шпорами. Стебелёк жужжалец от желтоватого до темноватого, головка обычно намного темнее стебелька, иногда с множеством коротких прямостоячих чёрных щетинкок снизу. Брюшко у самок широкое, 9—10 сегменты редуцированы.

## Биология
Самки некоторых видов питаются кровью млекопитающих, в том числе человека.

## Классификация
В состав рода включают 45 видов:
- Suragina agramma (Bezzi, 1926)
- Suragina bezzii (Curran, 1928)
- Suragina binominata (Bequaert, 1921)
- Suragina bivittata (Bezzi, 1926)
- Suragina brunetti Malloch, 1932
- Suragina caerulescens (Brunetti, 1912)
- Suragina calopa (Brunetti, 1909)
- Suragina cincta (Brunetti, 1909)
- Suragina concinna (Williston, 1901)
- Suragina coomani (Seguy, 1946)
- Suragina decorata Brunetti, 1927
- Suragina dimidiatipennis (Brunetti, 1929)
- Suragina disciclara (Speiser, 1914)
- Suragina elegans Karsch, 1884
- Suragina falsa Oldroyd, 1939
- Suragina fascipennis (Bezzi, 1916)
- Suragina flaviscutellum Yang & Nagatomi, 1991
- Suragina fujianensis Yang, 2003
- Suragina furcata (Meijere, 1911)
- Suragina guangxiensis Yang & Nagatomi, 1991
- Suragina illucens Walker, 1860
- Suragina intermedia (Brunetti, 1909)
- Suragina labiata (Bigot, 1887)
- Suragina lanopyga (Brunetti, 1909)
- Suragina latipennis (Bellardi, 1861)
- Suragina limbata (Osten Sacken, 1882)
- Suragina longipes (Bellardi, 1861)
- Suragina lucens (Meijere, 1911)
- Suragina metatarsalis (Brunetti, 1909)
- Suragina milloti (Seguy, 1951)
- Suragina monogramma (Bezzi, 1926)
- Suragina nigripes Malloch, 1932
- Suragina nigritarsis (Doleschall, 1858)
- Suragina nigromaculata (Brunetti, 1929)
- Suragina pacaraima Rafael, 1991
- Suragina pauliani Stuckenberg, 1965
- Suragina satsumana (Matsumura, 1916)
- Suragina s-fuscum (Frey, 1954)
- Suragina signipennis Walker, 1862 А
- Suragina sinensis Yang & Nagatomi, 1991
- Suragina tricincta (Meijere, 1929)
- Suragina uruma Nagatomi, 1985
- Suragina varicolor (Brunetti, 1929)
- Suragina yaeyamana Nagatomi, 1979
- Suragina yunnanensis Yang & Nagatomi, 1991

## Распространение
Представители рода встречаются во всех зоогеографических областях, кроме Антарктиды.